# Вячеслав (Лисицкий)
Епископ Вячеслав (в миру Гервасий Лисицкий; 8 января 1893, местечко Пулины, Житомирский уезд, Волынская губерния — 15 декабря 1952, Нью-Йорк) — сначала архиерей Украинской Автокефальной Православной Церкви, а потом — архиерей Северо-Американской Митрополии как епископ Питтсбургский и Западно-Вирджинский.

## Биография
Родился 8 января 1893 года в местечке Пулины Житомирского уезда Волынской губернии. Начальное образование он получил в церковно-приходской школе в Новополье Житомирского уезда.
В 1913 году окончил Житомирскую духовную семинарию и был назначен преподавателем в Житомирскую учительскую семинарию.
В августе 1914 года рукоположён во диакона и затем во иерея с назначением в Острог.
С 1915 года — священник Преображенского собора в Овруче. Преподавал Закон Божий в епархиальном училище и был миссионером.
В 1917 году — второй священник собора в Херсоне, затем переведён в действующую армию, служил полковым священником.
В 1918—1920 годы служил на приходах в Волынской и Варшавской епархиях.
Много лет подвизался в Здолбунове, где проживали переселенные туда в царствование Александра III чешские колонисты, подавляющее большинство которых приняло Православие. Владея чешским языком, продолжал церковное служение в Чешской православной миссии в составе Польской Православной Церкви.
В 1929 году окончил Богословское православное отделение Варшавского университета.
В 1936 года митрополитом Варшавским Дионисием (Валединским) был награждён митрой.
При возникновении Украинской Автокефальной Православной Церкви во главе с митрополитом Поликарпом (Сикорским), примкнул к ней, принял монашество с именем Вячеслав и 13 сентября 1942 года был хиротонисан митрополитом Поликарпом во епископа Дубненского.
С приближением советских войск эвакуировался в Германию, где окормлял православных в лагерях.
Затем пребывал в Германии, где окормлял заключённых в концентрационных лагерях. В 1949 году педагогический совет Мюнхенской богословской академии присвоил Вячеславу почётную степень доктора богословия за многолетнюю педагогическую работу.
26 февраля 1951 года он прибыл в США. Здесь он был принят в клир Северо-Американской Митрополии. Подобно обновленцам, его приняли в том сане, в котором он был к моменту ухода в раскол.
28 октября 1951 года архимандрит Вячеслав был рукоположён во епископа Питтсбургского и Западно-Вирджинского митрополитом Леонтием в сослужении собора архиереев в Нью-Йоркском Покровском соборе. Епископ Вячеслав был назначен настоятелем Тихоновского монастыря в Южном Ханаане, а также ректором находящейся при обители семинарии. К своим обязанностям он приступил 5 ноября 1951 года.
Скончался 15 декабря 1952 года в больнице в Нью-Йорке, после скоротечной болезни. Похоронен на кладбище Свято-Тихоновского монастыря в Пенсильвании.